# Fly on the Wings of Love
Fly on the Wings of Love (deutsch etwa: Fliege auf den Flügeln der Liebe) ist ein englischsprachiges Lied der dänischen Gruppe Olsen Brothers aus dem Jahr 2000. Es ist der Siegertitel des Eurovision Song Contest 2000 in Stockholm und bescherte damit Dänemark den zweiten Sieg nach 1963. Fly on the Wings of Love wurde von Jørgen Olsen, einem der beiden Brüder, geschrieben.

## Geschichte
Am 19. Februar 2000 qualifizierten sich die Brüder im dänischen Vorentscheid mit 58 Punkten für die Teilnahme am 45. Eurovision Song Contest in Schweden. Damals sangen die Gruppe innerhalb des Vorentscheids ihren Siegertitel auf Dänisch als Smuk som et stjerneskud (deutsch etwa: Schön wie ein’ Sternschnuppe). Später wurde das Lied ins Englische übersetzt. Im Finale des Grand Prix sicherten sie sich mit 195 Punkten den ersten Platz. Insgesamt erhielten die Olsen Brothers aus fast allen Ländern Punkte. Ausnahme bildeten Kroatien und Mazedonien.
Punktevergabe für Dänemark
| Anzahl | Punkte | Land                                                                                      |
| ------ | ------ | ----------------------------------------------------------------------------------------- |
| 8×     | 12     | Deutschland, Irland, Israel, Island, Lettland, Russland, Schweden, Vereinigtes Königreich |
| 7×     | 10     | Belgien, Finnland, Niederlande, Norwegen, Österreich, Schweiz, Spanien                    |
| 2×     | 8      | Estland, Malta                                                                            |
| 1×     | 7      | Frankreich                                                                                |
| 0×     | 6      |                                                                                           |
| 0×     | 5      |                                                                                           |
| 1×     | 4      | Zypern                                                                                    |
| 0×     | 3      |                                                                                           |
| 0×     | 2      |                                                                                           |
| 2×     | 1      | Rumänien, Türkei                                                                          |
| 2×     | 0      | Kroatien, Mazedonien                                                                      |

## Chartplatzierungen
| ChartsChartplatzierungen | Höchstplatzierung | Wochen |
| ------------------------ | ----------------- | ------ |
| Deutschland (GfK)        | 7 (16 Wo.)        | 16     |
| Österreich (Ö3)          | 11 (11 Wo.)       | 11     |
| Schweiz (IFPI)           | 17 (14 Wo.)       | 14     |